# Harmonie St. Gerlachus
Harmonie St. Gerlachus uit Oirsbeek werd in 1905 opgericht als fanfare. De vereniging is genoemd naar de Limburge heilige kluizenaar Gerlachus van Houthem. De muzikale voorloper van de vereniging was een zangvereniging genaamd "Aurora", die opgericht is in 1869. In 1958 werd de fanfare omgevormd tot harmonieorkest.
Door de jaren heen heeft het orkest zich muzikaal sterk ontwikkeld en zijn op allerlei podia diverse prijzen behaald. St. Gerlachus is ook de organisator van de plaatselijke jaarmarkt, die ieder jaar in de maand juli in het centrum van Oirsbeek plaatsvindt. 